# Václav Vokál (politik)
Václav Vokál, v databázi poslanců uváděn i chybně jako Miroslav Vokál (* 7. července 1933), je bývalý český a československý politik, po sametové revoluci poslanec Sněmovny národů Federálního shromáždění. Od roku 1974 byl evidován jako agent Státní bezpečnosti pod krycím jménem „Hamr“.

## Biografie
K roku 1990 se profesně uvádí jako pracovník Jednoty SD Kaplice, bytem Český Krumlov.
V lednu 1990 zasedl v rámci procesu kooptací do Federálního shromáždění po sametové revoluci jako bezpartijní poslanec do české části Sněmovny národů (volební obvod č. 19 - Český Krumlov, Jihočeský kraj). Ve Federálním shromáždění setrval do voleb roku 1990. V parlamentu se zaměřoval na otázky družstevnictví, byl zpravodajem k vládnímu návrhu zákona o bytových, spotřebních, výrobních a jiných družstvech.
Později podnikal, uvádí se jako osoba spojená s firmami RIEGEL, spol. s r.o. v likvidaci, Fructa Kaplice, spol. s r.o. v likvidaci, LOĎ SNÚ - obklady a dlažby, spol. s r.o. v likvidaci.